# La guerra de las salamandras
La guerra de las salamandras (titulada Válka s mloky en checo, su idioma original) es una novela satírica de ciencia ficción del periodista y escritor checo Karel Čapek, publicada en 1936 en Praga. En esta novela Čapek narra mediante múltiples personajes los sucesos que preceden el descubrimiento de las salamandras gigantes identificadas por los científicos como Andrias scheuchzeri, deteniéndose en la reacción de la prensa, en las respuestas que intenta la comunidad científica y en la oportunidad que ven los empresarios para utilizarlas como mano de obra barata. Así, empiezan a surgir similitudes con el colonialismo, el comercio de esclavos, la explotación laboral, la producción capitalista, el fascismo y el nacionalismo, que, al estar representados por salamandras inteligentes en un orden mundial muy similar al real, adquieren un sentido irónico y satírico por los acontecimientos, a todas luces lógicos, que transcurren en consecuencia.

## Contexto
A principios de 1930, el panorama mundial era incierto. El nacionalsocialismo alemán cada vez tomaba más fuerza y mayor popularidad y la Unión Soviética empezaba a consolidarse como potencia militar, mientras que Checoslovaquia permanecía aún inestable. Čapek, fue desde el principio un admirador del fundador del Estado de Checoslovaquia, Tomáš Garrigue Masaryk, quien lo influenciaría profundamente en su obra. Escribió en tres volúmenes Conversaciones con T. G. Masaryk, una biografía intelectual basada en entrevistas sobre los pensamientos de este personaje acerca de varios temas, publicada entre 1928 y 1935.
Karel Čapek ya era un escritor reconocido en vida, principalmente en su país natal. En 1936, se lo consideraba uno de los candidatos más fuertes para el Premio Nobel, con seis novelas publicadas, seis obras de teatro, sin contar artículos, cuentos y cartas de viajes. Acababa de publicar La guerra de las salamandras, que fue aplaudida por los críticos por ser "una sátira brillante de las dictaduras europeas y demás locuras de la época", además de representar libertad y denotar profunda simpatía por la democracia. Sin embargo, la presión de la Alemania nazi les impedía premiar a un  antifascista declarado. Así, Čapek permanecía casi desconocido en la mayoría de Europa occidental y, además, los sucesos que siguieron a su muerte frenaron la distribución de sus libros. En 1938, año en que fallece Čapek, los nazis estaban a punto de invadir Checoslovaquia, por lo cual se tuvieron que ocultar sus obras durante el periodo de guerra por su contenido polémico, logrando reimprimirlos en cortos periodos durante la posguerra.

## Resumen
La guerra de las salamandras es una novela que se desarrolla con la intervención de distintos personajes, ninguno de ellos protagonista, a manera de un collage de historias, recortes de periódico y discusiones altamente científicas. Los que juegan papeles más importantes son checos todos: el capitán J. van Toch, que descubre las salamandras en unas islas del Pacífico, el señor G. H. Bondy, un empresario exitoso, miembro de muchos comités consultivos, y el señor Povondra, portero del señor Bondy y coleccionista asiduo de recortes de periódico sobre salamandras.
La novela está dividida en tres libros en los cuales se desarrolla la historia que sigue al descubrimiento de las salamandras y el principio de su comercialización como mano de obra barata y la discusión científica y periodística en torno (libro primero). Después las cuestiones políticas empiezan a hacerse presentes, se habla del comienzo de una utopía en la que proyectos grandes son posibles gracias a los millones de salamandras que trabajan horas incansables y casi sin nada a cambio; se hacen presas, se levantan islas en el mar, se amplían países y la economía está en constante expansión, todo gracias a las salamandras, las cuales ya para entonces han demostrado inteligencia, cierta elocuencia y sumisión, aspectos analizados detenidamente por la ciencia (libro segundo). Al final, después de múltiples discusiones entre el lugar y el trato que merecían las salamandras, después de discutidos sus derechos, de proporcionarles educación adecuada y de reconocer parcialmente su capacidad de raciocinio, empiezan a volverse más recurrentes los problemas con la salamandras; estas han aumentado en número y algunas se han vuelto más exigentes, hasta empezar un conflicto en que los humanos no quieren negociar ni aceptar el caos que han creado hasta que se vuelve demasiado evidente (libro tercero).
La habilidad de Čapek para pasar de un lenguaje literario a uno coloquial es parte central de la novela; imita y parodia a los periodistas de distintos tipos, a los científicos, abogados, políticos, empresarios y burócratas según su forma de expresarse y de razonar. Utiliza para esto notas de periódico, a veces en idiomas desconocidos, artículos científicos con distintas posturas e intervenciones de personajes secundarios que comparten reflexiones sobre el tema desde distintos puntos de vista. Con lo cual, Čapek logra impregnar de realismo los sucesos y decisiones que se toman siguiendo una lógica tan estricta que permite entrever lo absurdas que resultan. Además, gran parte de los problemas que Čapek señala en su novela siguen estando presentes en la actualidad o, al menos, sus consecuencias, lo cual la hace aún más relevante en su crítica.

### Libro primero "Andrias scheuchzeri"
Este libro comienza con el capitán van Toch en las islas del Pacífico, molesto porque se le había encargado encontrar nuevos bancos de perlas. Es entonces que empieza a oír rumores sobre la existencia de diablos marinos que habitan en la bahía del Diablo, a lo que el capitán contesta: "Escuche, los diablos no existen, y si existieran se parecerían a los europeos". Sin embargo, la insistencia de los nativos de aquellas islas al respecto lo hace ir a investigar y descubre a unas criaturas tímidas, semejantes a salamandras, pero que caminan erguidas sobre sus patas traseras y que le llevan al capitán perlas de todos tamaños. A cambio, él les promete cuchillos y armas para que puedan defenderse de los tiburones que los acechan constantemente. En su promesa, el capitán van Toch empieza a buscar cierto patrocinio que le permita ayudar a las salamandras a cambio de su habilidad para cosechar perlas de gran tamaño. Así, el capitán llega a la puerta del señor G. H. Bondy, un exitoso empresario, quien escucha con atención su historia y al final decide colaborar con este capitán checo, aunque Checoslovaquia no tiene mar, y funda la Compañía Exportadora del Pacífico, cuyo nombre es intencionalmente discreto. Pero, gracias a la compañía, las salamandras empiezan a crecer en número y a poblar nuevas islas, lo cual provoca que aumenten los avistamientos de estas criaturas, llamando la atención de algunos científicos especialistas y de la prensa. Pronto se vuelve algo común y hay salamandras Andrias scheuchzeri hasta en los zoológicos, donde se descubre su capacidad de hablar. Los científicos hacen un interrogatorio para determinar su inteligencia, a lo que se concluye que "solo dice lo que ha oído o leído" por lo cual "es incapaz de pensar de forma autónoma", además, "la salamandra también sabe leer, aunque solamente periódicos en la tarde", por tanto "su inteligencia no debe sobrevalorarse".
La atención que recibían las salamandras por parte de la prensa era cada vez mayor, lo cual implicaba un reto para la Compañía Exportadora del Pacífico, que tiene que cambiar su modelo de negocios, al contar ya con demasiadas perlas y al empezar a surgir competidores en el uso de salamandras como mano de obra. Así, nace el Sindicato de las Salamandras, el cual sería un grupo financiero encargado de proveer servicios para la explotación de las salamandras, su transporte, de la provisión de cuchillos patentados especiales y de la distribución y crianza de las salamandras con distintas cualidades.

### Libro segundo "El alzamiento de la civilización"
Con los miles y, poco después, millones de salamandras trabajando para empresas y países empieza a hablarse del "comienzo de la utopía", un periodo en que "la historia se fabricaba a gran escala"; se hacen posibles proyectos enormes que sin las salamandras eran impensables. Sin embargo, esto provoca nuevas discusiones entre los humanos, empiezan experimentos en las salamandras, se examinan sus cerebros, sus reacciones, se las expone a las condiciones más extremas con tal de medir su resistencia, pero siempre guardando la máxima objetividad posible, como la ciencia demanda. Entonces surgen cuestiones morales, la necesidad de proveer de derechos a las salamandras, de educarlas para que tengan cierta moral, de procurarles métodos de representación, se cuestiona incluso si deben darles una nación para que puedan estar representadas, al tiempo que se amplían las divisiones entre las salamandras y los humanos.
Entonces, el señor Povondra, ya se había dado cuenta de todas las consecuencias que tuvo el haber dejado que el capitán van Toch se entrevistara con el señor Bondy, lo cual llenaba de nuevo significado su vida. Así, empezó a coleccionar recortes de periódico relacionados con las salamandras porque, según sentía, orgulloso, él tenía que ver en todo lo que sucedió después con las salamandras. Sus recortes de periódico, que aparecen como anotaciones en la novela, permiten incorporar las reacciones políticas y las noticias más importantes que se escriben sobre las salamandras. De este modo, surgen cuestiones como "¿Tienen alma las salamandras?" porque "jamás hemos encontrado en ellas ninguna muestra de sentimientos elevados, como el honor, la fe, el patriotismo o la deportividad". Otros responden "Está bastante claro que no tienen alma. Eso es algo que tienen en común con el hombre", "No tienen alma. Si la tuvieran, tendríamos que ofrecerles igualdad económica con el ser humano, y eso sería absurdo", "Está bien que haya salamandras, siempre y cuando no sean marxistas" o "No tienen sex-appeal. Y esto significa que no tienen alma". También se intentó hacer énfasis en el peligro que representaba para la civilización no enseñarles a razonar ni a entender la moralidad, reclamando "¡Dad a las salamandras una educación correcta!". Esto permitió que se fundaran escuelas, después universidades y politécnicos para salamandras, que se imprimieran libros de texto de distintos temas en Basic English, idioma generalizado que utilizaban las salamandras (a pesar de fallidos intentos de que adoptaran el esperanto y otros idiomas universales para salamandras que nunca habló ninguna salamandra). Así, la preocupación de los humanos por las salamandras crecía en temas que parecen absurdos, pues estas no tomaban ninguno de estos como importante (aunque sí había algunas salamandras con doctorado). Al punto que, hasta el Partido Comunista les dirigió discursos para intentar incorporar a "todas las salamandras oprimidas y revolucionarias del mundo", pero a las salamandras eso no les importaba mucho.

### Libro tercero "La guerra de las salamandras"
En este libro se presentan la escalada de conflictos entre la población de salamandras, cada vez mayor, y la civilización humana. Estos conflictos empezaron como pequeños motines de salamandras que procuraban obtener comida o defenderse de los traficantes piratas de salamandras con las armas que los hombres les habían proporcionado para que se defendiesen de los tiburones y para la demolición de rocas en el fondo del océano. Frente estos acontecimientos "los periódicos, según su color político, abogaban por el castigo, la erradicación, la colonización o las cruzadas contra las salamandras, una huelga general, la dimisión del Gobierno, el arresto de todos los dueños de salamandras, el arresto de los líderes comunistas y los 
agitadores...". Pero nada de esto se hizo porque dejar de utilizar salamandras implicaba una profunda crisis económica y la disminución de los niveles de vida de la población. Así, se opusieron los trabajadores, que aún se sentían empáticos, y los empresarios que no estaban dispuestos a elevar sus costos de producción.
Además, surgieron nuevas discusiones científicas sobre las salamandras, después que un científico alemán, Hans Thüring, descubriera que "las salamandras del Báltico mostraban algunos rasgos distintivos como una piel algo más clara, un modo de caminar más erguido y un cráneo alargado y estrecho". Esta salamandra recibió el nombre de salamandra noble (Nobilis erecta thüring). "La prensa alemana tomó este asunto como algo personal y, con gran entusiasmo, remarcaba que a causa del entorno alemán, esta salamandra había evolucionado hasta convertirse en una variedad superior y diferente, sin duda muy por encima de cualquier otro tipo de salamandra".
Empezaron rivalidades entre países, que se armaban con salamandras en sus costas, a las cuales se les encargaba la construcción de diques en el fondo del mar para prevenir ataques futuros y se entonaron himnos como el alemán Gloria a las salamandras de pura raza alemana. En este ambiente, el filósofo Meynert escribe su obra El declive y la caída de la humanidad, en la que propone que "la tragedia de la raza humana ha llegado a su final... Su codicia empresarial y su prosperidad no son más que las manchas sonrosadas en el rostro de un organismo ya enfermo y condenado a morir", añadiendo que "no hay duda de que el mundo de las salamandras será más feliz que el de la humanidad. Será unificado, homogéneo", sin diferenciaciones, ni clases.
Pero la población de salamandras seguía aumentando y ningún país se deshizo de ellas por temor a quedar vulnerable frente ataques de otros países. Las salamandras no tardaron en organizarse liderados por el jefe salamandra y empezaron a demoler las costas de países como los Estados Unidos y el Reino Unido con el propósito de ampliar el área de los mares para que pudieran sobrevivir. Sin embargo, estaban dispuestas a negociar y a pagar oro por las costas que se demolerían, pero ningún político aceptó esta negociación por considerarlas criaturas inferiores, hasta que las salamandras contrataron abogados humanos.
Es en este momento, cuando el señor Povondra, se da cuenta de todo lo que ha pasado por su culpa y empieza una crisis a causa del remordimiento que podría llevarlo a la muerte. En el último capítulo, titulado "El autor habla consigo mismo", el autor empieza una discusión con su voz interior sobre cómo podría resolverse el asunto: "¿No hay nada que se pueda hacer para frenar a las salamandras? -No. Son muchas y necesitan lugares donde vivir". A menos que las salamandras se vuelvan como los humanos y empiecen a disputar por diferencias, iniciando una guerra en la cual "las lemurianas, armadas con dagas y puñales malayos, matarán sin piedad a las invasoras de la Atlántida. Pero entonces, las salamandras atlántidas, que han estudiado en Europa y están tecnológicamente más avanzadas, arrojarán venenos químicos y bacterias mortíferas creadas en los laboratorios en el mar de Lemuria" infectando a todos los mares del mundo "Y ya está. Todas las salamandras mueren". Entonces la gente empezará a bajar de las montañas que quedaban y poco a poco los continentes volverán a su forma anterior y surgirán nuevas leyendas sobre "un diluvio universal, enviado por Dios para castigar al hombre por sus pecados".